# El hijo del capitán Blood
El hijo del capitán Blood és una pel·lícula de coproducció internacional italiana / espanyola / estatunidenca de 1962 dirigida per Tulio Demicheli. És el primer paper protagonista en una pel·lícula de Sean Flynn, el fill d'Errol Flynn, que havia interpretat el 1935 personatge principal de la pel·lícula el capità Blood. La pel·lícula fou estrenada el 1963 per Warner-Pathe de 1963 (en algunes regions amb doble emissió amb la pel·lícula The Scarlet Blade de Hammer Film Productions. Paramount Pictures va llançar la pel·lícula als Estats Units. el 1964 en una doble emissió amb la pel·lícula de Jerry Lewis The Patsy.

## Sinopsi
Robert Blood, fill gran del capità Peter Blood, està inquiet per anar al mar i la seva mare finalment dona el seu consentiment. A Robert se li assigna un vaixell. A bord coneix una noia anomenada Abigail. Al mar, el seu vaixell és atacat pel pirata, Malagon, i són fets presoners. Malagon és un vell enemic del capità Blood i li agrada maltractar Robert. Amb l'ajut d'alguns dels companys del capità Blood, que ara formen part de la tripulació de Malagon, Robert es fa càrrec del vaixell de Malagon. Robert i la seva tripulació arriben a terra per lliurar alguns dels criats de Robert que són esclaus. Robert i els seus homes tornen a la seva natal Jamaica. El terratrèmol i els sismes colpegen l'illa de Jamaica. Robert, la seva dona i altres persones estan atrapades a una església de Port Royal. Tots sobreviuen. Al final, Robert i Abigail es casen i viuen feliços per sempre.

## Repartiment
- Sean Flynn - Robert Blood
- Alessandra Panaro - Abigail 'Abby' McBride
- John Kitzmiller - Moses
- José Nieto - Capitan De Malagon
- Roberto Camardiel - Oliver Orguelthorpe
- Fernando Sancho - Timothy Thomas
- Ann Todd - Arabella Blood

## Producció
Flynn va fer la prova pel paper el maig de 1961 i la pel·lícula fou anunciada el setembre. Harry Joe Brown va anunciar originalment que Casey Robinson escriuria el guió i que Nathan Juran la dirigiria, però finalment va ser designat l'hispano-argentí Tulio Demicheli.
Nombroses escenes foren rodades al port de Dénia vora al golf de València. Abans d'anar a Espanya, Flynn va reclutar al doble i company del seu pare Jock Mahoney perquè l'ensenyés a lluitar i caure de manera segura i convincent a la pantalla.

## Recepció
La vella màgia no hi és aquí va dir Los Angeles Times.

## Premis
| Any  | Categoria        | Persona                            | Resultat  |
| ---- | ---------------- | ---------------------------------- | --------- |
| 1962 | Millors decorats | Enrique Alarcón Sánchez-Manjavacas | Guanyador |

## Biografia
- Hughes, Howard. Cinema Italiano - The Complete Guide From Classics To Cult.  London - New York: I.B.Tauris, 2011. ISBN 978-1-84885-608-0.